# Heinrich Stöckhardt
Friedrich Heinrich Stöckhardt (* 14. August 1842 in Sankt Petersburg; † 4. Juni 1920 in Woltersdorf Schleuse) war ein deutscher Architekt und Kunstgewerbler.

## Leben
Stöckhardt war ein Mitglied der Gelehrtenfamilie Stöckhardt. Er wurde 1842 in Sankt Petersburg als Sohn des dortigen Professors für Römisches Recht Robert Stöckhardt aus Bautzen und dessen Frau Emilie (geb. Voigt aus Naumburg) geboren. Der spätere Vortragende Rat im preußischen Ministerium der öffentlichen Arbeiten Julius Reinhold Stöckhardt war sein Bruder, die Malerin Clara Henriette Marie Stöckhardt seine Schwester und der Agrarwissenschaftler Ernst Theodor Stöckhardt sein Onkel.
Die Mutter kehrte nach dem frühen Tode des Vaters im Jahre 1848 mit ihren Kindern nach Naumburg zurück. Stöckhardt studierte bei Hermann Nicolai und war bis 1869 im königlichen Landbauamt in Dresden tätig, bevor er eine Reise in verschiedene europäische Länder unternahm. 1871 trat er in das Rathaus-Atelier von Hermann Friedrich Waesemann ein, bei Julius Carl Raschdorff an der Technischen Hochschule Charlottenburg war er Assistent und später Dozent. 1877 gründete er sein eigenes Architekturbüro. Viele seiner Entwürfe befinden sich heute im Architekturmuseum der Technischen Universität Berlin. Nebenbei malte er auch. Im Jahre 1894 baute er auf dem Schleusenberg in Woltersdorf eine nach ihm benannte Villa, die heute als Rednerschule genutzt wird. 1910 wurde er in Berlin zum Professor ernannt. Er war mit der aus Berlin stammenden Anna Vollgold verheiratet. Aus dieser Ehe gingen zwei Kinder hervor.

## Werk

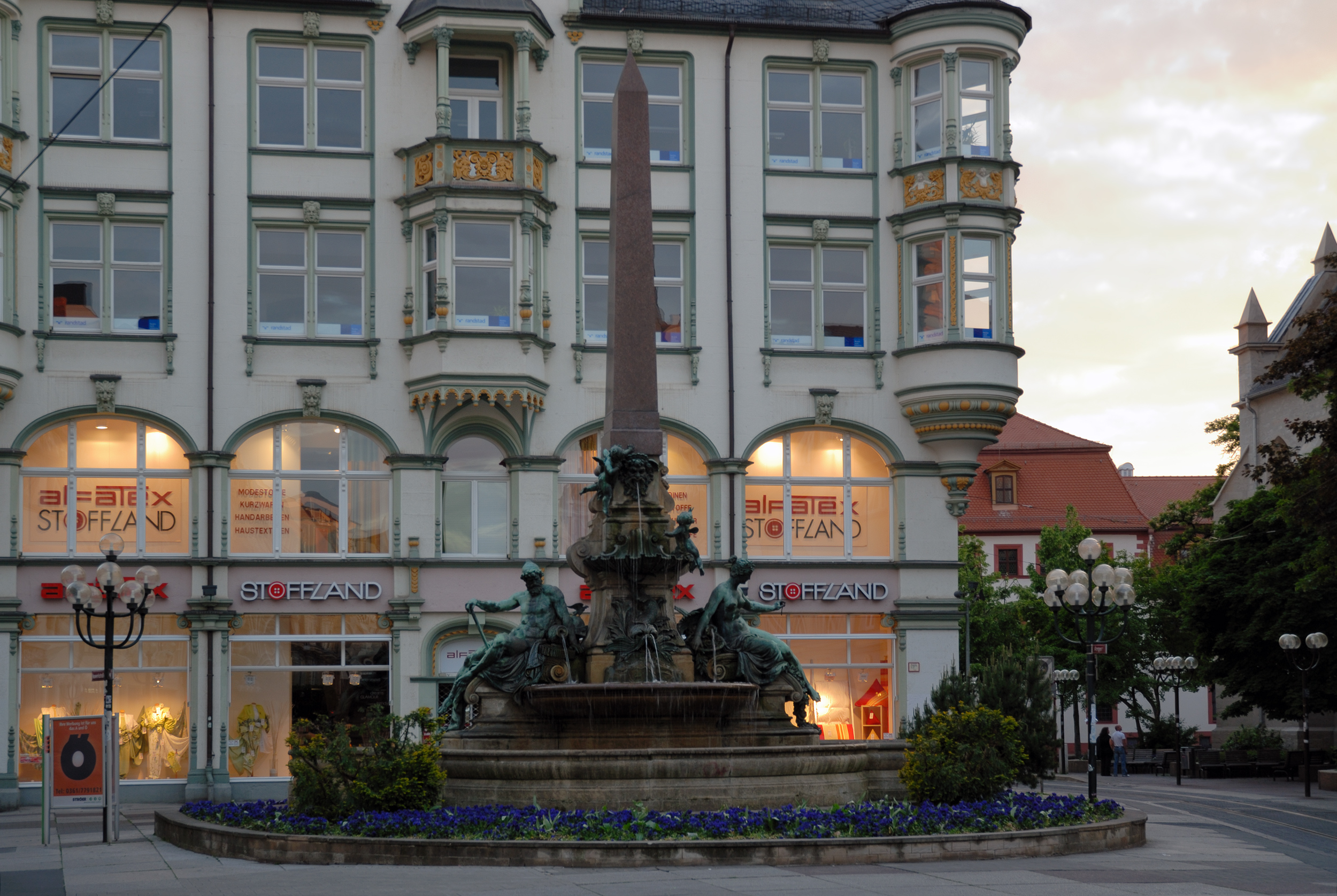
Westlicher Angerbrunnen in Erfurt

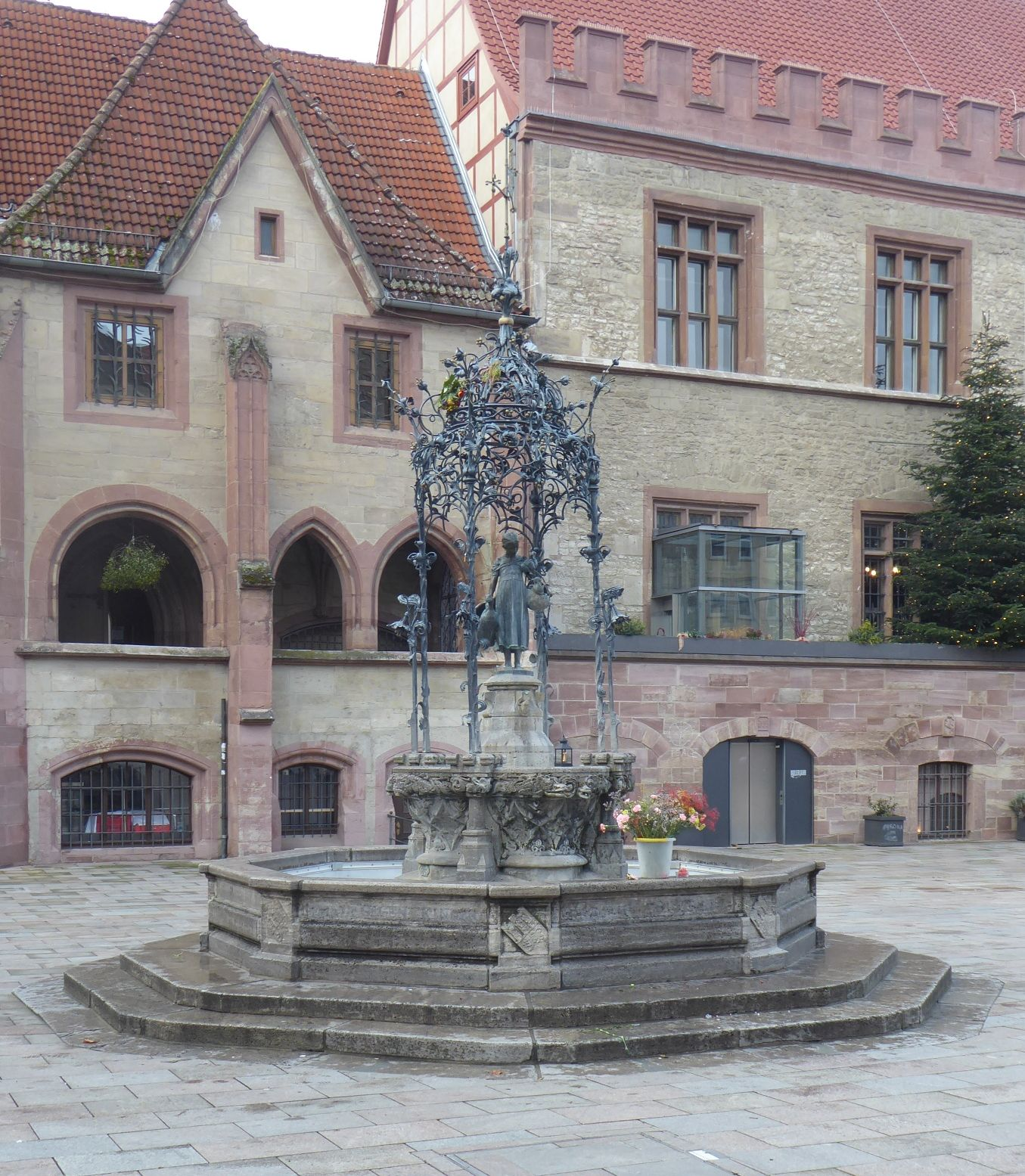
Gänselieselbrunnen in Göttingen

Von Stöckhardt stammt das Aufmaß der Katholischen Hofkirche Dresden. In den Folgejahren schuf er viele Villen und Palaisbauten sowie die Innenarchitektur des ehemaligen Schlosses Putbus.
Besonders bekannt wurde er für seine Brunnenbauten, so beispielsweise den Gänselieselbrunnen in Göttingen von 1901 (zusammen mit dem Bildhauer Paul Nisse), den früher „Monumentalbrunnen“ genannten westlichen Angerbrunnen in Erfurt und das Moses-Mendelssohn-Brunnendenkmal in Dessau, die beiden letztgenannten entwarf Stöckhardt zusammen mit dem Bildhauer Heinz Hoffmeister. Auch den Wettbewerb für die Gestaltung des Mendebrunnens in Leipzig hatte er 1882 gewonnen, blieb dann aber unberücksichtigt.

## Schriften
- Die katholische Hofkirche zu Dresden. Gilbers, Dresden 1883 (Digitalisat).